# 岡垣町立岡垣東中学校
岡垣町立岡垣東中学校（おかがきちょうりつ おかがきひがしちゅうがっこう）は、福岡県遠賀郡岡垣町山田峠２丁目５番１号にある公立の中学校。

## 沿革
- 1981年（昭和56年） - 開校
- 1983年（昭和58年） - 体育館完成

## 校歌
- 作詞：栗原一登
- 作曲：石丸寛

## アクセス
- JR九州 海老津駅

## 学校周辺
- イオンスーパーセンター岡垣店
- 日本郵便 岡垣郵便局
- セブンイレブン野間店